# Paul Lynch (Autor)

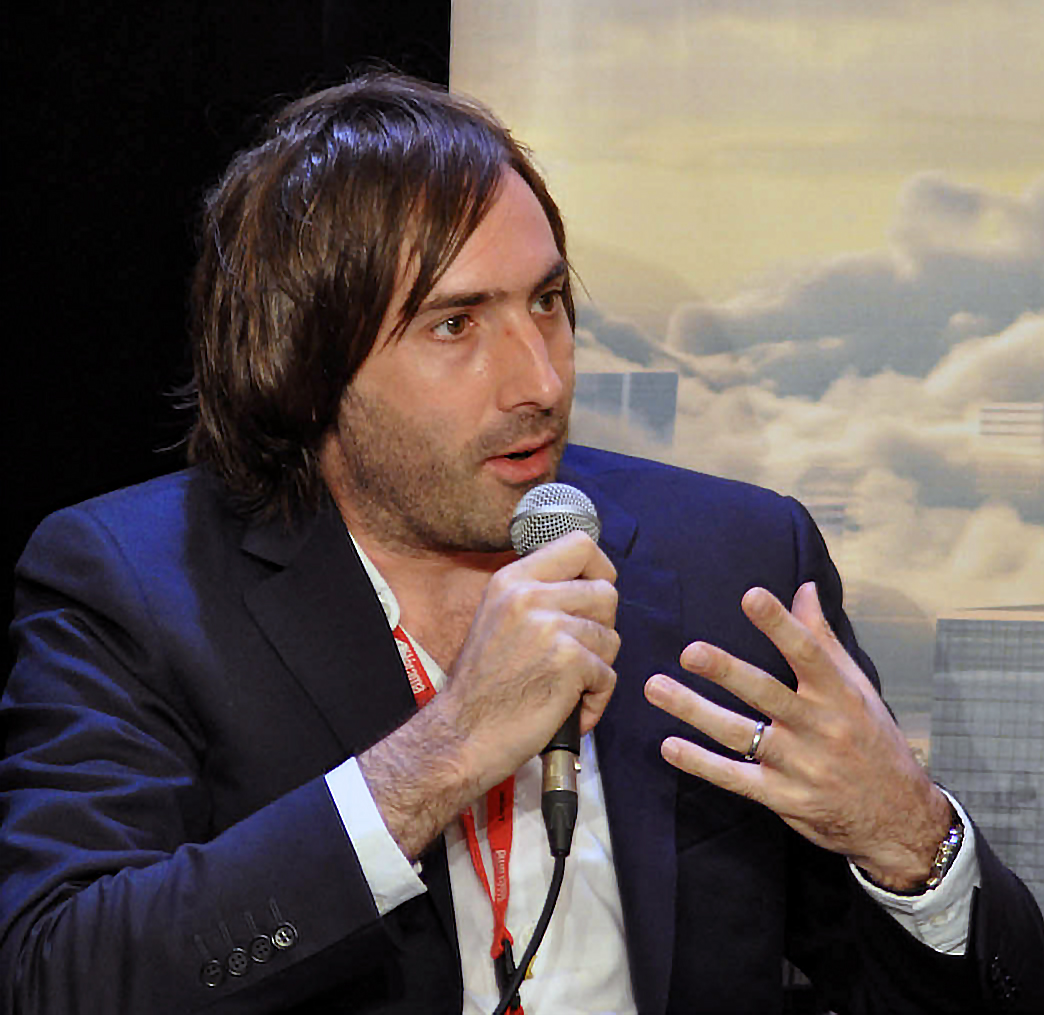
Paul Lynch auf dem internationalen Literaturfestival Étonnants Voyageurs in Saint-Malo (2014)

Paul Lynch (* 9. Mai 1977 in Limerick) ist ein irischer Schriftsteller und ehemaliger Filmkritiker. Internationale Bekanntheit erlangte er vor allem ab Mitte der 2010er-Jahre als Romanautor. Für sein dystopisches Werk Prophet Song (2023) gewann er den Booker Prize.

## Leben
Paul Lynchs Vater arbeitete für die Irische Küstenwache (IRCG). Noch als Kleinkind zog er mit seiner Familie von seiner Geburtsstadt Limerick ins nordwestliche County Donegal um, wo er auch aufwuchs. Lynch langweilte sich eigenen Angaben zufolge in der ländlichen Gegend und sehnte sich nach einem Leben in der Großstadt. Bereits als Jugendlicher war er ein Vielleser und begann, Kurzgeschichten zu verfassen, die in Dublin spielten. Auch nahm er einen Aushilfsjob in der einzigen Buchhandlung Donegals an, um so kostenlos an weiteren Lesestoff zu gelangen.
In seinen Zwanzigern versuchte Lynch, der Schriftstellerei aus dem Wege zu gehen, da er hohe Ansprüche an sich selbst hatte und unter schrecklichen Versagensängsten litt. So spielte er in einer Musikband und arbeitete als Journalist für die Sunday Tribune. Dort brachte er es von 2007 bis 2011 zum Cheffilmkritiker der irischen Tageszeitung, ehe diese eingestellt wurde. Als Verehrer der großen US-amerikanischen Schriftsteller fing er erst nach einem Urlaub in Lipari auf Sizilien im Alter von 30 Jahren damit an, sich auf eine professionelle Karriere als Romanautor zu konzentrieren.
Lynch lebt als freier Schriftsteller in Dublin und ist Vater zweier Kinder. Er veröffentlichte unter anderem Beiträge in der London Sunday Times, Irish Times, Sunday Business Post, Irish Daily Mail, Film Ireland und Ireland Sunday Tribune.

## Werk
Zu Beginn seiner Karriere als Schriftsteller ging Lynch davon aus, dass sich seine Begeisterung für das Kino auch auf das Romanschreiben auswirken würde. Wiederholt sollte ihn die Literaturkritik in den folgenden Jahren für seine poetische Prosa loben und als „prachtvoll“, „scharf beobachtet“ oder „glänzend“ beschreiben. Beim Verfassen eines Romans hält sich Lynch eigenen Angaben zufolge nicht mit Entwürfen auf. Er arbeitet in der Regel fünf Tage die Woche an einem Werk und schreibt täglich mehrere Hundert ausgewählte Wörter nieder. Parallel recherchiert und redigiert er. Daher komme sein erster Entwurf der endgültigen Romanfassung sehr nahe.
Sein Romandebüt gab er im Jahr 2013 mit Red Sky in Morning. Lynch hatte mit dem Werk bereits 2009 begonnen, als er noch als Filmkritiker fest angestellt war. Es handelt von einem armen Arbeiter aus Donegal, der Anfang des 19. Jahrhunderts nach dem mitverschuldeten Unfalltod seines Vermieters in die USA flüchtet und von dessen Vorarbeiter verfolgt wird. Inspiriert wurde Lynch bei dem Buch vom tatsächlichen Verschwinden von 57 irischen Immigranten in der Nähe von Philadelphia. Diese hatten im Jahr 1832 als Arbeiter bei der Pennsylvania Railroad angeheuert. Red Sky in Morning wurde für verschiedene Literaturpreise nominiert und von mehreren Tageszeitungen in Irland und im englischsprachigen Ausland zum „Buch des Jahres“ erklärt.
Lynchs zweiter Roman The Black Snow (2014) war erneut in seiner Heimat Donegal angesiedelt. Die Geschichte spielt im Frühling 1945 und erzählt vom Unfalltod eines Knechts, woraufhin der ihm Arbeit gebende Bauer nach einer Reihe von Schicksalsschlägen dem Alkohol verfällt und in tiefe Depression versinkt. Lynchs folgender Roman Grace (2017) stellt ein titelgebendes, 14-jähriges Mädchen in den Mittelpunkt, das während der großen Hungersnot in Irland von seiner Mutter verbannt wird. Als Junge verkleidet und von seinem Bruder begleitet, versucht das Mädchen die Katastrophe zu überstehen. Das Werk brachte Lynch den Kerry Group Irish Fiction Award des Jahres 2018 sowie den Ireland Francophonie Ambassadors’ Literary Award (2020) ein. Es folgte sein vierter Roman Beyond the Sea (2019), der von zwei südamerikanischen Fischern handelt, die nach einem katastrophalen Sturm hunderte Kilometer in den Pazifischen Ozean abdriften und ums Überleben kämpfen müssen.
Im Jahr 2023 veröffentlichte Lynch seinen fünften Roman Prophet Song, der ihm den Booker Prize sowie eine Shortlist-Nominierung für den Irish Book Award einbrachte. Bei dem Werk handelt es sich um eine irische Dystopie über die Fragilität der Demokratie. Im Mittelpunkt der Handlung steht die Wissenschaftlerin und vierfache Mutter Eilish Stack aus Dublin, die sich unter einer tyrannischen Regierung mit der neu gegründeten irischen Geheimpolizei konfrontiert sieht, die nach ihrem Ehemann sucht. Lynch arbeitete vier Jahre lang an dem Roman, nachdem er ein vorangegangenes Romanprojekt nach sechs Monaten abgebrochen hatte. Inspiriert wurde er vom Bürgerkrieg in Syrien, der Flüchtlingskrise und den Unruhen in den westlichen Demokratien. Die Kanadierin Esi Edugyan, Vorsitzende der Booker-Prize-Jury, lobte Lynchs Werk als „seelenerschütternden“ Roman sowie als „Triumph emotionaler Erzählkunst, anregend und kühn“, der auch überwältigende „Kunststücke der Sprache“ beinhalte. Prophet Song hatte ebenso unter Buchmachern als Favorit auf die Auszeichnung gegolten. Ein Jahr später folgte unter dem Titel Das Lied des Propheten (2024) eine deutsche Übersetzung durch Eike Schönfeld, die im Klett-Cotta Verlag erschien.

## Veröffentlichte Romane
- Red Sky in Morning. London: Quercus, 2013. – ISBN 978-1780879161.
- The Black Snow. London: Quercus, 2014. – ISBN 978-1782062042.
- Grace. London: Oneworld Publications, 2017. – ISBN 978-1786073051.
  - Grace. Aus dem Englischen von Christa Schuenke. Stuttgart: Oktaven, 2021. – ISBN 978-3-7725-3022-7.
- Beyond the Sea. London: Oneworld Publications, 2019. – ISBN 978-1786076489.

- Jenseits der See. Aus dem Englischen von Eike Schönfeld. Stuttgart: Klett-Cotta, 2025. – ISBN 978-3-608-96688-6.

- Prophet Song. London: Oneworld Publications, 2023. – ISBN 978-0861546459.

- Das Lied des Propheten. Aus dem Englischen von Eike Schönfeld. Stuttgart: Klett-Cotta, 2024. – ISBN 978-3-608-98822-2.

## Auszeichnungen
- 2016: Prix Libr’à Nous (The Black Snow)
- 2016: Prix des Lecteurs Privat (The Black Snow)
- 2018: Kerry Group Irish Fiction Award (Grace)
- 2020: Ireland Francophonie Ambassadors’ Literary Award (Grace)
- 2023: Booker Prize (Prophet Song)